# MŠK Rimavská Sobota
Mestský športový klub (MŠK) Rimavská Sobota – słowacki klub piłkarski mający siedzibę w Rymawskiej Sobocie.

## Historia
Klub został założony w 1918 roku jako RAC Rimaszombat. W sezonie 1995/1996 zajął 3. miejsce w drugiej lidze słowackiej i wywalczył historyczny awans do pierwszej ligi. W ekstraklasie słowackiej grał łącznie w czterech sezonach: 1996/1997, 1997/1998, 1998/1999 i 2004/2005.

## Historyczne nazwy
- 1913 – RAC Rimaszombat (Rimaszombati Athletikai Club Rimaszombat)
- 19?? – ŠK Slovan Rimavská Sobota (Športový klub Slovan Rimavská Sobota)
- 199? – FC Tauris Rimavská Sobota (Football Club Tauris Rimavská Sobota)
- 2003 – FC Rimavská Sobota (Football Club Rimavská Sobota)
- 2007 – MŠK Rimavská Sobota (Mestský športový klub Rimavská Sobota)

## Historia występów w pierwszej lidze
| Sezon     | Pozycja      | Pkt. | M  | Z  | R  | P  | GZ | GS |
| --------- | ------------ | ---- | -- | -- | -- | -- | -- | -- |
| 1996/1997 | 12.          | 36   | 30 | 11 | 3  | 16 | 31 | 46 |
| 1997/1998 | 6.           | 44   | 30 | 12 | 8  | 10 | 39 | 34 |
| 1998/1999 | 15. (spadek) | 22   | 30 | 5  | 7  | 18 | 29 | 56 |
| 2004/2005 | 10. (spadek) | 32   | 36 | 7  | 11 | 18 | 30 | 57 |

## Reprezentanci kraju grający w klubie
Stan na czerwiec 2015.
| - Miloš Brezinský - Martin Dobrotka - František Hadviger - Branislav Labant | - Krisztián Németh - Attila Pinte - Jozef Pisár - Pavol Sedlák |

## Europejskie puchary
Legenda do wszystkich tabel:
- Q – runda eliminacyjna, 1/16, 1/8, 1/4, 1/2 – odpowiednia faza rozgrywek, Grupa – runda grupowa, 1r gr – pierwsza runda grupowa, 2r gr – druga runda grupowa, F – finał, R – runda, PO – play-off
- k. – rzuty karne, los. – losowanie, Dogr. – dogrywka, w. – zasada bramek strzelonych na wyjeździe

| Sezon | Rozgrywki        | Runda | Przeciwnik   | Dom | Wyjazd | Ogólnie |
| ----- | ---------------- | ----- | ------------ | --- | ------ | ------- |
| 1998  | Puchar Intertoto | 1R    | Omagh Town   | 1–0 | 2–2    | 3–2     |
| 1998  | Puchar Intertoto | 2R    | UC Sampdoria | 0–2 | 1–0    | 1–2     |